# Хакатон
Хакатонът (на английски: hackathon) е технологично събитие за разработване на софтуерни проекти, свързани с технологиите, познато още като хак ден, хак фест или код фест. Хакатоните най-често съчетават състезателен и колоборативен характер чрез образуването на отбори и награждаване на тези, които са се отличили като най-добри по различни критерии. Това позволява на хакатоните да привлекат хора с различна мотивация да се включат. Типична продължителност е събитие от 48 часа без прекъсване, но има и други варианти.
В България подобни състезания се провеждат както на място в известни учебни заведения и университети (Телерик , ФМИ , СофтУни ), така и виртуално .
От 2013 година България участва в най-големия технологичен хакатон в света – НАСА Space Apps Challenge .
В началото на 2017 г. в България се проведе и Първият музикален хакатон .

## Гейм джам
В разработката на компютърни игри за подобни събития се е наложил повече терминът Гейм джам (на английски: game jam), вероятно отразявайки факта, че за направата на една игра са необходими много различни компетенции в една смесица, която напомня импровизацията на джамовете, както те са познати от света на музиката – най-вече в жанрове като джаз, блус и хип-хоп.
Най-голямата мрежа от гейм джамове в света се нарича Global Game Jam и от 2009 в края на януари провежда ежегодни събития в целия свят. В изданието на 2018 г. се включват 804 локации в 108 държави. Регистрират се 42 800 участници, които създават 8606 игри. В България на юбилейното десето събитие през 2018 участват локации в 5 града: София, Пловдив, Варна, Бургас и Габрово.